# Kallasettigunte, Tumkur
Kallasettigunte là một làng thuộc tehsil Tumkur, huyện Tumkur, bang Karnataka, Ấn Độ.